# Shahid Dr. Azodi Stadium
Shahid Dr. Azodi Stadium – wielofunkcyjny stadion w mieście Raszt, w Iranie. Może pomieścić 11 000 widzów. Swoje spotkania rozgrywają na nim piłkarze klubu Damash Raszt.